# Sonic hedgehog
Cet article concerne la protéine. Pour le personnage de jeu vidéo, voir Sonic.
La protéine Sonic hedgehog (SHH), nommée d'après Sonic the Hedgehog, est, chez les mammifères l'une des trois protéines impliquées dans la voie de signalisation dite Hedgehog, les deux autres facteurs de cette voie étant les protéines DHH (en) et IHH (en). La protéine SHH est le ligand le mieux étudié de la voie de signalisation Hedgehog. Il joue un rôle clé dans la régulation de l'organogenèse des vertébrés, comme la croissance des doigts sur les membres et l'organisation du cerveau. Son gène est le SHH situé sur le chromosome 7 humain.
La protéine Sonic hedgehog est le meilleur exemple de morphogène tel que défini par Lewis Wolpert et son modèle du drapeau français, c'est-à-dire une molécule qui diffuse selon un gradient de concentration et qui a des effets différents sur les cellules de l'embryon en formation en fonction de sa concentration: face à la BMP, elle contribue à l'établissement de la polarité dorso-ventrale de l'embryon. La SHH reste importante chez l'adulte, en contrôlant la division cellulaire des cellules souches adultes et est impliquée dans le développement de certains cancers.
Elle est aussi impliquée dans la signalisation liée au développement du cône de croissance lors du guidage axonal.

## Découverte
Le gène hedgehog (hh) fut tout d'abord identifié et publié en 1978 par Eric Wieschaus et Christiane Nüsslein-Volhard du Laboratoire européen de biologie moléculaire (EMBL) d'Heidelberg en Allemagne. Leur recherche sur le développement embryonnaire de la drosophile, également appelée mouche du fruit ou mouche du vinaigre, leur permettra d'obtenir le Prix Nobel de physiologie ou médecine en 1995 (conjointement au généticien du développement, Edward B. Lewis).
Le nom de Sonic hedgehog pour le gène Shh des mammifères provient d'une allusion au personnage de jeux vidéo créé par Sega, Sonic le hérisson.
Le phénotype associé à la mutation perte de fonction du gène hh amène à l'apparition de denticules sur l'embryon de la drosophile, ressemblant à des piquants de hérisson.

## Modification post-transcriptionnelle
La protéine Sonic hedgehog, codée par le gène hh localisé en 7q36, est synthétisée sous la forme d’une préproprotéine d’environ 45 kDa. Celle-ci contient une séquence signal (résidus 1 à 23) sur son N-terminal, qui est reconnue par la particule de reconnaissance du signal (en anglais : Signal Recognition Particule ou SRP) durant sa translocation dans le réticulum endoplasmique (RE).
Une fois la translocation terminée, la séquence signal est retirée par une « signal peptidase ».

Processing of SHH.

Celle-ci est clivée par autoprotéolyse du C-terminal en deux polypeptides:
- un domaine aminoterminal de 20 kDa (Shh-N) ayant une activité Zn hydrolase (résidus 24 à 197);
- un domaine carboxy-terminal (Shh-C) de 25 kDa, auto-catalytique, doué d’une activité cholestérol transférase (résidus 198 à 462).

Durant cette réaction, un intermédiaire thioester va être formé. Celui-ci va subir une attaque nucléophile de la part d’une molécule de cholestérol, entrainant l’attachement du cholestérol au C-Terminal de Shh-N . Cette molécule de cholestérol permet l’ancrage de Hh-N à la surface de la cellule.
Quand exprimée dans des cellules d’insectes ou de mammifères, la protéine Shh-N est soumise à une seconde modification lipidique: l’introduction du palmitoyl sur l’alpha-amine du N-terminal cystéine. L’activité biologique de cette forme «palmytilée» peut être 30 fois supérieure à la forme «non-palmytilée» . Shh-N ainsi modifiée est responsable de la totalité des activités signalisatrices identifiées pour les protéines Shh.
Il existe également d’autres formes de modifications hydrophobes à la forme Shh-N telle que la substitution du résidu N-terminal cystéine par 2 résidus hydrophobes Isoleucine. Ceux-ci peut également augmenter l’activité de Shh-N.

## Expérience: greffe hétérotopique de notocorde
On s'est aperçu que la notocorde, située au-dessous du tube neural, spécifie la plaque du plancher (plaque située sous le tube neural). On détecte dans la partie ventrale la présence de motoneurones.
Si on greffe la notocorde d'un autre côté, on s'aperçoit qu'il y a induction de la plaque du plancher, mais aussi des motoneurones.
La plaque du plancher spécifie donc les destins ventraux du tube neural, et ce en sécrétant un morphogène: SHH.
En fonction de la concentration de SHH, des domaines différents sont spécifiés car ils sont exposés à différentes concentration du morphogène en fonction de leur position ventro-dorsale.

## Robotnikine
En 2009, une molécule inhibitrice de la protéine Sonic hedgehog a été synthétisée en laboratoire et a été baptisée «Robotnikine» en référence au Docteur Ivo Robotnik, principal antagoniste de Sonic dans la série de jeux vidéo Sonic the Hedgehog.